# NGC 4236
NGC 4236 é uma galáxia espiral barrada (SBcd) na direção da constelação de Draco. Possui ascensão reta de 12 horas, 16 minutos e 42.1 segundos e uma declinação de +69º 27' 45". Ela é uma das galáxias do Grupo M81.
A galáxia NGC 4236 foi descoberta por Friedrich Wilhelm Herschel em 1793.